# Christoph-Probst-Kaserne
Die Christoph-Probst-Kaserne in Garching nördlich von München ist eine Liegenschaft der Bundeswehr. Hauptnutzer ist das Zentrale Institut des Sanitätsdienstes der Bundeswehr München.

## Lage
Die Kaserne liegt im Garchinger Stadtteil Hochbrück östlich der Bundesstraße 13. An die Liegenschaft schließt sich in der nördlichen Fröttmaninger Heide ein Standortübungsplatz an, der fast bis zur Allianz-Arena und dem Autobahnkreuz München-Nord reicht. Südlich des Standortübungsplatzes, jenseits der Bundesautobahn 99, befindet sich die Südliche Fröttmaninger Heide an. Etwa vier Kilometer südlich befinden sich die Fürst-Wrede-Kaserne und die Ernst-von-Bergmann-Kaserne in München.

## Namensgebung
Namensgeber der Kaserne ist Christoph Probst. Die Namensvergabe erfolgte offiziell am 6. November 2019, dem 100. Geburtstag von Probst. Dieser war Mitglied der Widerstandsgruppe Weiße Rose, Medizinstudent und Sanitätsfeldwebel im Zweiten Weltkrieg. Probsts noch lebender Sohn Vincent lehnte die Bezeichnung mit Dienstgrad als zu „martialisch“ ab. Zuvor trug die Kaserne keinen Namen.

## Geschichte
Die Kaserne befindet sich auf dem Gelände einer 1913 errichteten ehemaligen Munitionsanstalt. Dort wurde 1917 der Wasserturm Hochbrück fertiggestellt. Nach dem Ersten Weltkrieg war dort auf dem Gelände eine Zündholz-Fabrik. Später zog auf das Gelände der Reichsarbeitsdienst ein. Sie diente seit Anfang der 1960er Jahre als Mobilmachungsstützpunkt (MobStp) für verschiedene Geräteeinheiten der Flugabwehrtruppe, der Pioniertruppe, der Sanitätstruppe und des Territorialheeres. Ein großer Teil des ehemaligen Liegenschaftsgeländes wurde nach Ende des Kalten Krieges nicht mehr benötigt und veräußert.

## Dienststellen
Folgende Dienststellen sind oder waren in der Kaserne stationiert:<refname=dm45/>

### Aktuell stationierte Einheiten
- Zentrales Institut des Sanitätsdienstes der Bundeswehr München, ZInstSanBw München, Aufstellung: 1985, am Standort mindestens von 1998 bis heute.
- Bundeswehrkrankenhaus Ulm (Abteilung XXI – Mikrobiologie)

### Ehemalige Einheiten der Bundeswehr
Mobilmachungsstützpunkt (MobStp) Hochbrück, Ingolstädter Landstraße 100
| Truppenteil                                                | Abkürzung                | Zeitraum der Stationierung                     | Verbleib / Zusätzliche Information                         |
| ---------------------------------------------------------- | ------------------------ | ---------------------------------------------- | ---------------------------------------------------------- |
| Ausbildungsgruppe für Verwendungen bei integrierten Stäben | AusbGrpIntegrVwdg        | Am Standort mindestens von 1985 bis 1986.      |                                                            |
| Flugabwehrbataillon 230 (Geräteeinheit)                    | FlaBtl 230 (GerEinh)     | Am Standort mindestens von 1985 bis 1989.      | Unterstellt Flugabwehrkommando 2                           |
| Heimatschutzbataillon 861 (Geräteeinheit)                  | HSchBtl 861 (GerEinh)    | Aufstellung: 1998, Auflösung: 2006             | Unterstellt Verteidigungsbezirkskommando 65                |
| Heimatschutzbrigade 66 (Geräteeinheit)                     | HSchBrig 66 (GerEinh)    | Aufstellung: 01.01.1981, Auflösung: 30.09.1993 |                                                            |
| Jägerausbildungszentrum 56/2                               | JgAusbZentr 56/2         | Am Standort mindestens von 1981 bis 1986.      | Hervorgegangen aus Ausbildungszentrum Territorialheer 65/1 |
| Baupionierbataillon 764 (Geräteeinheit)                    | BauPiBtl 764 (GerEinh)   | Aufstellung: 01.01.1963, Auflösung: 05.1967    | Umbenennung in PiBtl 764.                                  |
| Pionierbataillon 764 (Geräteeinheit)                       | PiBtl 764 (GerEinh)      | Aufstellung: 05.1967, Auflösung: 01.04.1983    | Umbenennung in PiBtl 761.                                  |
| Pionierbataillon 761 (Geräteeinheit)                       | PiBtl 761 (GerEinh)      | Aufstellung: 01.04.1983, Verlegung: 01.04.1993 |                                                            |
| Pionierregiment 76 (Geräteeinheit)                         | PiRgt 76 (GerEinh)       | Aufstellung: 01.04.1981, Auflösung: 31.03.1993 |                                                            |
| Reservelazarettgruppe 7610 (Geräteeinheit)                 | ResLazGrp 7610 (GerEinh) | Aufstellung: 01.01.1983, Auflösung: 31.12.2007 |                                                            |
| Sanitätskompanie 560 (Geräteeinheit)                       | SanKp 560 (GerEinh)      | Am Standort mindestens von 1985 bis 1989.      |                                                            |
| Versorgungskompanie 660 (Geräteeinheit)                    | VersKp 660 (GerEinh)     | Am Standort mindestens von 1985 bis 1989.      |                                                            |
| Wehrleit- und Ersatzbataillon 881 (Geräteeinheit)          | WLt/ErsBtl 881 (GerEinh) | Aufstellung: 01.04.1963, Auflösung: 31.07.1995 |                                                            |
| Wehrleit- und Ersatzbataillon 883 (Geräteeinheit)          | WLt/ErsBtl 883 (GerEinh) | Aufstellung: 1980, Auflösung: 31.07.1995       |                                                            |

Lager Hochbrück, Ingolstädter Landstraße 100
| Truppenteil                                                                      | Abkürzung                 | Zeitraum der Stationierung                | Verbleib / Zusätzliche Information |
| -------------------------------------------------------------------------------- | ------------------------- | ----------------------------------------- | ---------------------------------- |
| Ausbildungszentrum Stabs- und Versorgungsdienste 56/2                            | AusbZentr St/VersDst 56/2 | Am Standort mindestens von 1989 bis 1989. |                                    |
| Ausbildungszentrum Territorialheer 65/1                                          | AusbZentr TerrHeer 65/1   | Aufstellung: 1971, Auflösung: 1981        | Umbenennung in JgAusbZentr 56/2.   |
| ABC- und Selbstschutzausbildungsstätte VI                                        | ABC/SeAusbStätte VI       | Am Standort mindestens von 1989 bis 1989. |                                    |
| Wehrwissenschaftliches Institut für Materialuntersuchung - Gruppe Betriebsstoffe | WehrwissIMatU GrpBstf     | Am Standort mindestens von 1989 bis 1989. |                                    |

Dienstgebäude, Ingolstädter Landstraße 102
| Truppenteil                                                                          | Abkürzung                    | Zeitraum der Stationierung                     | Verbleib / Zusätzliche Information |
| ------------------------------------------------------------------------------------ | ---------------------------- | ---------------------------------------------- | ---------------------------------- |
| Institut für Pharmakologie und Toxikologie der Bundeswehr                            | InstPharmToxBw               | Am Standort mindestens von 1984 bis 2001.      |                                    |
| Zentrales Institut des Sanitätsdienstes der Bundeswehr Koblenz - Außenstelle München | ZInstSanBw KOB - ASt München | Aufstellung: 01.01.2004, Auflösung: 30.09.2017 |                                    |
| Standortfernmeldeanlage 623/126                                                      | StOFmAnl 623/126             | Aufstellung: 01.01.1970, Auflösung: 31.12.1994 |                                    |